# Jasurbek Yaxshiboyev
Jasurbek Jumaboy oʻgʻli Yaxshiboyev (uzb. cyr. Жасурбек Жумабой ўғли Яхшибоев; ur. 24 czerwca 1997 w Chinoz) – uzbecki piłkarz, występujący na pozycji pomocnika lub napastnika, od 2024 roku w kazachskim klubie Ordabasy Szymkent. Reprezentant Uzbekistanu.

## Kariera klubowa
Grę w piłkę nożną rozpoczął w wieku 7 lat w akademii Paxtakoru Taszkent. W 2015 roku jako gracz rezerw tego klubu zaliczył 4 występy w rozgrywkach Pucharu Uzbekistanu. Pod koniec sezonu 2016 został włączony do składu pierwszej drużyny. 3 listopada 2016 zadebiutował w Oʻzbekiston PFL w wygranym 5:2 spotkaniu z Sho'rtanem G'uzor. 19 kwietnia 2018 zdobył pierwszą bramkę w uzbeckiej ekstraklasie w meczu przeciwko Metallurgowi Bekobod. W październiku 2018 roku zagrał w finale Pucharu Uzbekistanu, w którym jego klub przegrał 1:3 z FK AGMK. 12 lutego 2019 zanotował pierwszy występ w fazie grupowej Ligi Mistrzów AFC przeciwko Al-Quwa Al-Jawiya (2:1). W sierpniu tego samego roku został wypożyczony na okres 6 miesięcy do FK AGMK, dla którego rozegrał 9 ligowych spotkań. Dotarł z tym zespołem do finału krajowego pucharu, w którym FK AGMK uległ Paxtakorowi Taszkent 0:3. Ze względu na klauzulę w umowie między tymi klubami, nie mógł on zagrać w tym meczu.
W styczniu 2020 roku Yaxshiboyev został wypożyczony na okres jednej rundy do Eniergietyka-BDU Mińsk. 19 marca tegoż roku zadebiutował w Wyszejszajej Lidze w wygranym 3:1 meczu z BATE Borysów, w którym zdobył 2 bramki. Ogółem w 14 spotkaniach strzelił dla Eniergietyka-BDU 9 goli i zaliczył 3 asysty. W oficjalnej ankiecie, przeprowadzonej w grudniu 2020 roku, został uznany przez kibiców za najlepszego piłkarza klubu w sezonie 2020. W lipcu 2020 roku został na zasadzie sześciomiesięcznego wypożyczenia zawodnikiem Szachciora Soligorsk, prowadzonego przez Jurija Wernyduba. 27 sierpnia zadebiutował w europejskich pucharach w meczu przeciwko Sfîntulowi Gheorghe Suruceni w kwalifikacjach Ligi Europy 2020/21 (0:0, 1:4 k.). W białoruskiej ekstraklasie zanotował w barwach Szachciora 13 występów, w których zdobył 7 goli i zaliczył 3 asysty. W sezonie 2020 wywalczył z tym klubem mistrzostwo Białorusi i z łącznie 16 bramkami został wicekrólem strzelców rozgrywek.
W lutym 2021 roku podpisał dwuipółletni kontrakt z Legią Warszawa, trenowaną przez Czesława Michniewicza. Dla warszawskiego klubu rozegrał jedno spotkanie, rundę jesienną spędził na wypożyczeniu w Sheriffie Tyraspol. 28 września 2022 roku zdobył swoją pierwszą bramkę w Lidze Mistrzów UEFA, w wygranym przez Sheriffa 2:1 meczu fazy grupowej przeciwko Realowi Madryt. 5 lipca 2022 roku jego umowa z Legią Warszawa została rozwiązana za porozumieniem stron.
16 lipca 2022 roku podpisał kontrakt z występującym w Oʻzbekiston PFL klubem Navbahor Namangan.

## Kariera reprezentacyjna
Yaxshiboyev w 2015 roku występował w reprezentacji Uzbekistanu U-18. W 2016 roku z kadrą Uzbekistanu U-19 wziął udział w Mistrzostwach Azji w Bahrajnie. Na turnieju tym rozegrał 3 spotkania i zdobył 1 bramkę, a jego drużyna została wyeliminowana w ćwierćfinale. W 2018 roku wywalczył z reprezentacją U-23 mistrzostwo Azji na turnieju rozegranym w Chinach, na którym rozegrał on 5 spotkań i zdobył 3 gole. W 2020 roku otrzymał powołanie na kolejne Mistrzostwa Azji U-23, na których w 6 występach strzelił 1 bramkę i zajął z Uzbekistanem 4. miejsce.
19 maja 2018 zadebiutował w seniorskiej reprezentacji Uzbekistanu w towarzyskim meczu z Iranem w Teheranie (0:1). W spotkaniu tym pojawił się na boisku w 77. minucie, zastępując Azizbeka Turgʻunboyeva.

## Sukcesy
Uzbekistan U-23
- mistrzostwo Azji: 2018

Szachcior Soligorsk
- mistrzostwo Białorusi: 2020

Legia Warszawa
- mistrzostwo Polski: 2020/2021[18]